# Gmina Køge
Gmina Køge (duń. Køge Kommune) – gmina w Danii w regionie Zelandia.
Gmina powstała 1 stycznia 2007 roku na mocy reformy administracyjnej z połączenia gmin Skovbo i starej gminy Køge.